# Frankrike vid världsmästerskapen i friidrott 2023
Frankrike tävlade vid världsmästerskapen i friidrott 2023 i Budapest i Ungern mellan den 19 och 27 augusti 2023.

## Medaljörer
| Medalj | Namn                                                            | Gren                            | Datum      |
| ------ | --------------------------------------------------------------- | ------------------------------- | ---------- |
| Silver | Ludvy Vaillant Gilles Biron David Sombé Téo Andant Loïc Prévot* | Herrarnas 4 × 400 meter stafett | 27 augusti |

## Resultat
Frankrikes trupp bestod av 78 idrottare.

### Herrar
Gång- och löpgrenar
| Idrottare                                                       | Gren                  | Försöksheat  | Försöksheat | Semifinal        | Semifinal        | Final            | Final            |
| Idrottare                                                       | Gren                  | Resultat     | Placering   | Resultat         | Placering        | Resultat         | Placering        |
| --------------------------------------------------------------- | --------------------- | ------------ | ----------- | ---------------- | ---------------- | ---------------- | ---------------- |
| Mouhamadou Fall                                                 | 100 meter             | 10,19        | 4           | Gick inte vidare | Gick inte vidare | Gick inte vidare | Gick inte vidare |
| Ryan Zeze                                                       | 200 meter             | 0DSQ0        | 0DSQ0       | Gick inte vidare | Gick inte vidare | Gick inte vidare | Gick inte vidare |
| Yanis Meziane                                                   | 800 meter             | 1.45,30      | 3 Q         | 1.44,30 0PB0     | 4                | Gick inte vidare | Gick inte vidare |
| Benjamin Robert                                                 | 800 meter             | 1.46,45      | 1 Q         | 1.44,38          | 6                | Gick inte vidare | Gick inte vidare |
| Gabriel Tual                                                    | 800 meter             | 1:45.10      | 2 Q         | 1.44,83          | 5                | Gick inte vidare | Gick inte vidare |
| Azeddine Habz                                                   | 1 500 meter           | 3.35,16      | 6 Q         | 3.32,79          | 4 Q              | 3.33,14          | 11               |
| Julian Ranc                                                     | 1 500 meter           | 3.48,63      | 14          | Gick inte vidare | Gick inte vidare | Gick inte vidare | Gick inte vidare |
| Jimmy Gressier                                                  | 5 000 meter           | 13.36,42     | 17 Q        | —                | —                | 13.17,20         | 9                |
| Hugo Hay                                                        | 5 000 meter           | 13.39,76     | 27          | —                | —                | Gick inte vidare | Gick inte vidare |
| Yann Schrub                                                     | 10 000 meter          | —            | —           | —                | —                | 28.07,42 0SB0    | 9                |
| Morhad Amdouni                                                  | Maraton               | —            | —           | —                | —                | 0DNF0            | 0DNF0            |
| Hassan Chahdi                                                   | Maraton               | —            | —           | —                | —                | 2:10.45 0SB0     | 7                |
| Mehdi Frère                                                     | Maraton               | —            | —           | —                | —                | 2:11.59          | 18               |
| Wilhem Belocian                                                 | 110 meter häck        | 13,31        | 1 Q         | 13,23            | 3 q              | 13,32            | 8                |
| Just Kwaou-Mathey                                               | 110 meter häck        | 13,42        | 5 q         | 13,31            | 3                | Gick inte vidare | Gick inte vidare |
| Sasha Zhoya                                                     | 110 meter häck        | 13,35        | 3 Q         | 13,15 0PB0       | 2 Q              | 13,26            | 6                |
| Wilfried Happio                                                 | 400 meter häck        | 48,63        | 1 Q         | 48,83            | 7                | Gick inte vidare | Gick inte vidare |
| Ludvy Vaillant                                                  | 400 meter häck        | 48,27        | 2 Q         | 48,48            | 3                | Gick inte vidare | Gick inte vidare |
| Djilali Bedrani                                                 | 3 000 meter hinder    | 8.20,69      | 7           | —                | —                | Gick inte vidare | Gick inte vidare |
| Gabriel Bordier                                                 | 20 kilometer gång     | —            | —           | —                | —                | 1:18.59 0PB0     | 10               |
| Kévin Campion                                                   | 35 kilometer gång     | —            | —           | —                | —                | 2:30.18 0SB0     | 14               |
| Aurélien Quinion                                                | 35 kilometer gång     | —            | —           | —                | —                | 0DSQ0            | 0DSQ0            |
| Méba-Mickaël Zeze Pablo Matéo Ryan Zeze Mouhamadou Fall         | 4 × 100 meter stafett | 37,98 0SB0   | 4 q         | —                | —                | 38,06            | 6                |
| Ludvy Vaillant Gilles Biron David Sombé Téo Andant Loïc Prévot* | 4 × 400 meter stafett | 3.00,05 0SB0 | 2 Q         | —                | —                | 2.58,45 0NR0     | 2                |

Teknikgrenar
| Idrottare            | Gren          | Kval    | Kval      | Final            | Final            |
| Idrottare            | Gren          | Distans | Placering | Distans          | Placering        |
| -------------------- | ------------- | ------- | --------- | ---------------- | ---------------- |
| Thibaut Collet       | Stavhopp      | 5,75    | =6 q      | 5,90 0PB0        | 5                |
| Ethan Cormont        | Stavhopp      | 5,55    | =20       | Gick inte vidare | Gick inte vidare |
| Baptiste Thiery      | Stavhopp      | 5,70    | 19        | Gick inte vidare | Gick inte vidare |
| Jules Pommery        | Längdhopp     | 7,23    | 37        | Gick inte vidare | Gick inte vidare |
| Enzo Hodebar         | Tresteg       | 16,17   | 25        | Gick inte vidare | Gick inte vidare |
| Jean-Marc Pontvianne | Tresteg       | 16,64   | 14        | Gick inte vidare | Gick inte vidare |
| Fred Moudani-Likibi  | Kulstötning   | 18,88   | 32        | Gick inte vidare | Gick inte vidare |
| Yann Chaussinand     | Släggkastning | 72,17   | 23        | Gick inte vidare | Gick inte vidare |
| Felise Vaha'i Sosaia | Spjutkastning | 74,80   | 28        | Gick inte vidare | Gick inte vidare |

Mångkamp – Tiokamp
| Idrottare   | Gren     | 100 m | Längd | Kula  | Höjd | 400 m | 110 m häck | Diskus | Stav | Spjut | 1 500 m | Totalt | Placering |
| ----------- | -------- | ----- | ----- | ----- | ---- | ----- | ---------- | ------ | ---- | ----- | ------- | ------ | --------- |
| Kevin Mayer | Resultat | 10,79 | 7,25  | 0DNS0 | —    | —     | —          | —      | —    | —     | —       | 0DNF0  | 0DNF0     |
| Kevin Mayer | Poäng    | 908   | 874   | —     | —    | —     | —          | —      | —    | —     | —       | 0DNF0  | 0DNF0     |

### Damer
Gång- och löpgrenar
| Idrottare                                                                         | Gren                  | Försöksheat  | Försöksheat | Semifinal        | Semifinal        | Final            | Final            |
| Idrottare                                                                         | Gren                  | Resultat     | Placering   | Resultat         | Placering        | Resultat         | Placering        |
| --------------------------------------------------------------------------------- | --------------------- | ------------ | ----------- | ---------------- | ---------------- | ---------------- | ---------------- |
| Amandine Brossier                                                                 | 400 meter             | 51,98 0SB0   | 5           | Gick inte vidare | Gick inte vidare | Gick inte vidare | Gick inte vidare |
| Léna Kandissounon                                                                 | 800 meter             | 2.00,81      | 5           | Gick inte vidare | Gick inte vidare | Gick inte vidare | Gick inte vidare |
| Rénelle Lamote                                                                    | 800 meter             | 2.00,22      | 3 Q         | 2.01,25          | 6                | Gick inte vidare | Gick inte vidare |
| Agnès Raharolahy                                                                  | 800 meter             | 2.01,93      | 8           | Gick inte vidare | Gick inte vidare | Gick inte vidare | Gick inte vidare |
| Agathe Guillemot                                                                  | 1 500 meter           | 4.06,18      | 8           | Gick inte vidare | Gick inte vidare | Gick inte vidare | Gick inte vidare |
| Laëticia Bapté                                                                    | 100 meter häck        | 12,93        | 5           | Gick inte vidare | Gick inte vidare | Gick inte vidare | Gick inte vidare |
| Cyréna Samba-Mayela                                                               | 100 meter häck        | 12,71        | 4 Q         | 12,95            | 5                | Gick inte vidare | Gick inte vidare |
| Alice Finot                                                                       | 3 000 meter hinder    | 9.20,27      | 4 Q         | —                | —                | 9.06,15 0NR0     | 5                |
| Flavie Renouard                                                                   | 3 000 meter hinder    | 9.39,91      | 9           | —                | —                | Gick inte vidare | Gick inte vidare |
| Clémence Beretta                                                                  | 20 kilometer gång     | —            | —           | —                | —                | 1:30.43          | 16               |
| Camille Moutard                                                                   | 20 kilometer gång     | —            | —           | —                | —                | 1:32.18          | 21               |
| Pauline Stey                                                                      | 20 kilometer gång     | —            | —           | —                | —                | 1:31.20          | 18               |
| Carolle Zahi Gémima Joseph Helene Parisot Mallory Leconte                         | 4 × 100 meter stafett | 43,12 0SB0   | 7           | —                | —                | Gick inte vidare | Gick inte vidare |
| Amandine Brossier Louise Maraval Marjorie Veyssiere Camille Seri Sounkamba Sylla* | 4 × 400 meter stafett | 3.27,50 0SB0 | 5 qR        | —                | —                | 3.28,35          | 9                |

Teknikgrenar
| Idrottare            | Gren          | Kval      | Kval      | Final            | Final            |
| Idrottare            | Gren          | Distans   | Placering | Distans          | Placering        |
| -------------------- | ------------- | --------- | --------- | ---------------- | ---------------- |
| Solène Gicquel       | Höjdhopp      | 1,89      | =12 q     | 1,85             | 15               |
| Nawal Meniker        | Höjdhopp      | 1,89      | =12 q     | 1,90             | 12               |
| Marie-Julie Bonnin   | Stavhopp      | 4,35      | 29        | Gick inte vidare | Gick inte vidare |
| Ninon Chapelle       | Stavhopp      | 4,60 0SB0 | 14        | Gick inte vidare | Gick inte vidare |
| Margot Chevrier      | Stavhopp      | 4,50      | 21        | Gick inte vidare | Gick inte vidare |
| Hilary Kpatcha       | Längdhopp     | NM        | NM        | Gick inte vidare | Gick inte vidare |
| Mélina Robert-Michon | Diskus        | 61,82     | 11 q      | 63,46            | 9                |
| Rose Loga            | Släggkastning | 67,95     | 24        | Gick inte vidare | Gick inte vidare |
| Alexandra Tavernier  | Släggkastning | 70,19     | 17        | Gick inte vidare | Gick inte vidare |

Mångkamp – Sjukamp
| Idrottare             | Gren     | 100 m häck | Höjd | Kula  | 200 m | Längd | Spjut | 800 m   | Totalt | Placering |
| --------------------- | -------- | ---------- | ---- | ----- | ----- | ----- | ----- | ------- | ------ | --------- |
| Léonie Cambours       | Resultat | 13,56      | 1,74 | 13,39 | 25,03 | 6,09  | 39,07 | 2.19,34 | 5 939  | 15        |
| Léonie Cambours       | Poäng    | 1 041      | 903  | 753   | 884   | 877   | 649   | 832     | 5 939  | 15        |
| Auriana Lazraq-Khlass | Resultat | 13,62      | 1,77 | 13,48 | 24,02 | 6,01  | 42,29 | 2.14,25 | 6 179  | 12        |
| Auriana Lazraq-Khlass | Poäng    | 1 033      | 941  | 759   | 979   | 853   | 711   | 903     | 6 179  | 12        |
| Esther Turpin         | Resultat | 13,24      | 1,77 | 12,79 | 25,04 | NM    | 40,81 | 2.11,23 | 5 256  | 18        |
| Esther Turpin         | Poäng    | 1 089      | 941  | 713   | 883   | 0     | 683   | 947     | 5 256  | 18        |

### Mixat
| Idrottare                                                | Gren                  | Heat         | Heat      | Final    | Final     |
| Idrottare                                                | Gren                  | Resultat     | Placering | Resultat | Placering |
| -------------------------------------------------------- | --------------------- | ------------ | --------- | -------- | --------- |
| Téo Andant Gilles Biron Amandine Brossier Louise Maraval | 4 × 400 meter stafett | 3.12,25 0NR0 | 5 Q       | 3.12,99  | 4         |